# چهارراه آیت‌الله نجفی
چهارراه آیت الله نجفی در شهرستان ساری، میدان شهدا واقع شده و این اثر در تاریخ ۲۱ بهمن ۱۳۸۷ با شمارهٔ ثبت ۲۴۳۸۸ به‌عنوان یکی از آثار ملی ایران به ثبت رسیده است.